# Ad maiorem Dei gloriam
Ad maiorem Dei gloriam, pokraćeno AMDG, latinski je izraz koji se na hrvatski prevodi: Na veću slavu Božju. To je geslo više organizacija u Katoličkoj crkvi, ali se tradicionalno povezuje s Družbom Isusovom.
Duži je izraz lat. Omnia ad maiorem Dei gloriam (OAMDG), tj. hrv. Sve na veću slavu Božju.
Sažima jedno od osnovnih načela duhovnosti Ignacija Lojolskoga, utemeljitelja Družbe Isusove, prema kojem je čovjek na svijetu s uzvišenom zadaćom da Boga hvali i u tom je dužan ići uvijek dalje, ostavljajući grješne požude, ne tražeći svoju vlastitu slavu i otkrivajući Boga koji je uvijek veći.